# Pico del Veleta
Il Pico del Veleta è una montagna della Sierra Nevada, in Spagna, che con i suoi 3.392 metri di altitudine è la terza più alta della penisola iberica, essendo inferiore solamente al vicino Mulhacén e al Picco d'Aneto (Pirenei) e la quarta della Spagna dopo anche il Teide (isole Canarie).

## Descrizione
Ha ospitato l'ultimo ghiacciaio della Sierra Nevada, il Corral del Veleta, che fu il ghiacciaio più meridionale d'Europa fino alla sua scomparsa, avvenuta verso la metà del XX secolo (non si conosce con esattezza l'anno della scomparsa). Oggi il ghiacciaio più meridionale d'Europa è considerato quello del Calderone presso il Gran Sasso d'Italia, mentre il circo glaciale del defunto Corral conserva solo zone di ghiaccio fossile e permafrost. 
Nei mesi più caldi, la neve scompare persino dalla cima, scoprendo la scarsa vegetazione e le accidentate pietraie. In inverno il Veleta è invece una frequentata meta sciistica (gli impianti di risalita vanno da 2.100 m quasi fino alla vetta). Nei pressi della vetta passa la A-395, che con i suoi 3.367 metri nel suo punto più alto è la strada asfaltata più elevata d'Europa, con il transito dei veicoli usualmente interrotto a circa 2500m di quota.